# Боговоља
Боговоља је насељено место у општини Цетинград, на Кордуну, Карловачка жупанија, Република Хрватска.

## Географија
Боговоља се налази око 11 км јужно од Цетинграда.

## Историја
Боговоља се од распада Југославије до августа 1995. године налазила у Републици Српској Крајини. До територијалне реорганизације у Хрватској налазила се у саставу бивше велике општине Слуњ.

## Становништво
Према попису становништва из 2011. године, насеље Боговоља је имало 170 становника.

### Број становника по пописима
| Националност   | 2001. | 1991. | 1981. | 1971. | 1961. | 1953. | 1948. | 1931. | 1921. | 1910. | 1900. | 1890. | 1880. | 1869. | 1857. |
| бр. становника | 205   | 340   | 376   | 320   | 314   | 405   | 325   | 533   | 451   | 446   | 502   | 466   | 520   | 344   | 276   |

- напомене:

У 1880. део података садржан је у насељу Крушковача. У 2001. смањено издвајањем насеља Трнови. Од 1857. до 1880. садржи податке за насеље Трнови.

## Попис 1991.
На попису становништва 1991. године, насељено место Боговоља је имало 372 становника, следећег националног састава:
| Попис 1991.‍ | Попис 1991.‍ | Попис 1991.‍ | Попис 1991.‍ | Попис 1991.‍ |
| ----------- | ----------- | ----------- | ----------- | ----------- |
|             |             |             |             |             |
| Муслимани   | Муслимани   |             | 223         | 59,94%      |
| Срби        | Срби        |             | 74          | 19,89%      |
| Хрвати      | Хрвати      |             | 72          | 19,35%      |
| Југословени | Југословени |             | 1           | 0,26%       |
| Македонци   | Македонци   |             | 1           | 0,26%       |
| непознато   | непознато   |             | 1           | 0,26%       |
| укупно: 372 |             |             |             |             |